# 維爾揚迪
維爾揚迪是愛沙尼亞維爾揚迪縣的一個城市型市镇，为維爾揚迪縣的首府。在地理位置上位于两个爱沙尼亚主要城市派尔努和塔尔图之间。市镇面积为15平方公里，2021年时人口数量为16,899人。
維爾揚迪首次提及于1283年，在14世纪初时曾是漢薩同盟中的成員，为同盟中五个爱沙尼亚城镇之一。1365年，丹麥和漢薩同盟的和約在這裡簽訂。